# Tapinocyba suganamii
Tapinocyba suganamii là một loài nhện trong họ Linyphiidae.
Loài này thuộc chi Tapinocyba. Tapinocyba suganamii được miêu tả năm 2001 bởi Kendo Saito & Ono.